# Cassoulet

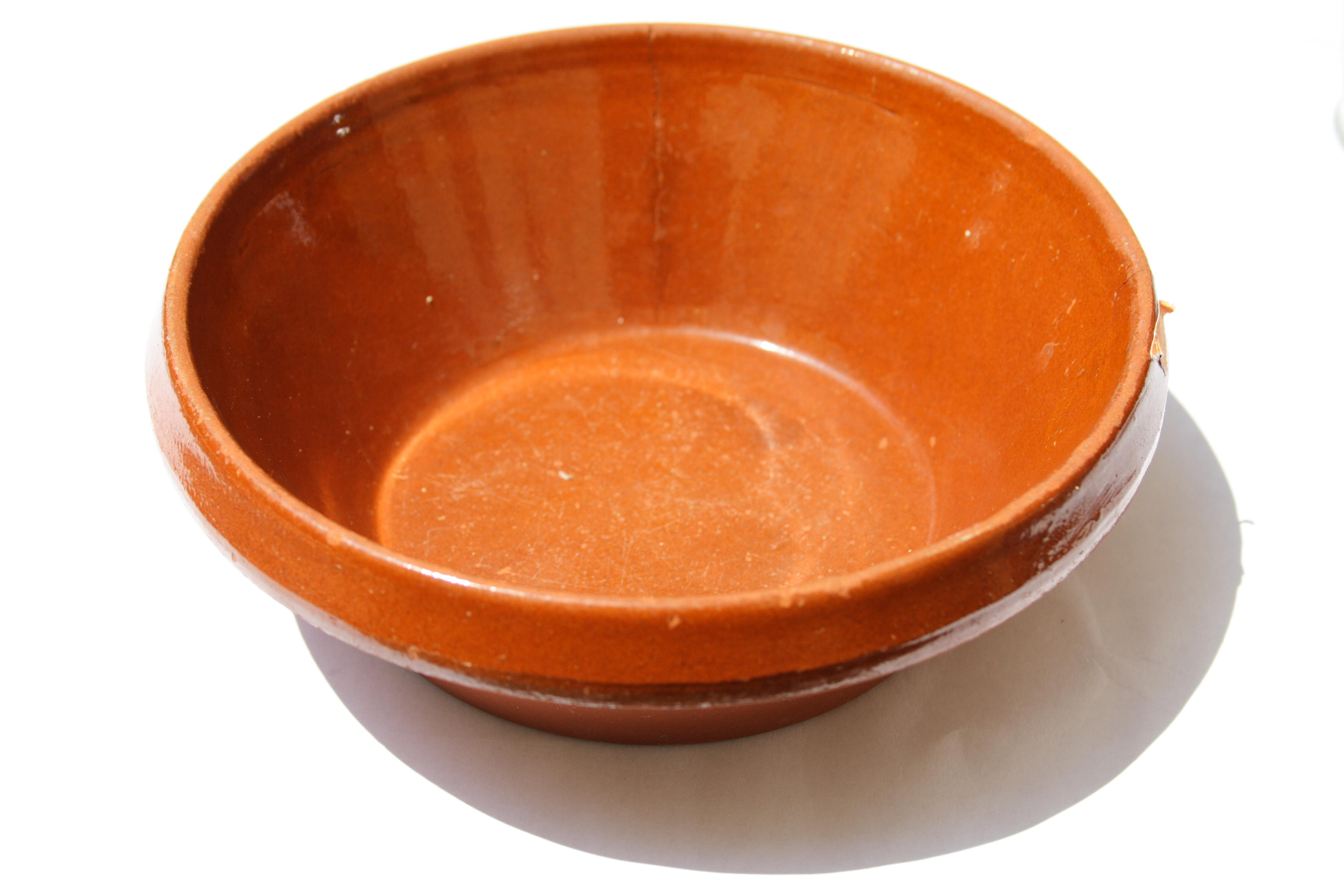
Il cassoulet, la tipica casseruola in terracotta

Il cassoulet (dall'occitano caçolet, cassolet) è una specialità regionale dell'Occitania (più precisamente della provincia della Linguadoca), a base di fagioli secchi generalmente bianchi e di carne. In origine era a base di fave. Il cassoulet deriva il proprio nome dalla casseruola in terracotta smaltata a forma di tronco fabbricata a Issel.
Il cassoulet si serve tradizionalmente con un vino rosso della regione (Fitou, Corbières o Minervois).

## Storia
La leggenda, riportata da Prosper Montagné, pone l'origine del cassoulet all'interno della città di Castelnaudary, durante la guerra dei Cent'anni (1337-1453). Durante l'assedio di Castelnaudary da parte degli Inglesi, gli assediati ridotti alla fame avrebbero riunito tutti i viveri disponibili (fagioli secchi e carni) per cucinare un gigantesco ragù o estofat per rifocillare e rinvigorire i combattenti. Questi ultimi riuscirono così a cacciare gli Inglesi e liberare la città.
Questa leggenda che sostiene il sentimento nazionalista e fa del cassoulet un difensore dei valori francesi non resiste tuttavia al confronto con un'analisi critica. Sicuramente la città di Castelnaudary ha notevolmente sofferto durante la guerra dei Cent'anni, fu parzialmente bruciata dall'esercito del Principe Nero il 31 ottobre del 1355. D'altra parte, i fagioli, originari del continente sudamericano, sono stati introdotti in Europa solo molto più tardi (nel XVI secolo); quindi probabilmente si trattava di fave o di fagioli dall'occhio (moujette o mounjette in occitano) che erano consumati all'epoca come ragù.
Uno dei libri di cucina più antichi, Le viandier de Taillevent, descrive una ricetta di ragù di montone con le fave, probabilmente ispirata dagli Arabi. Questa ricetta mette in evidenza la natura stessa del piatto, fatto con gli avanzi di cucina e molto energetico. All'origine è quindi una ricetta contadina, composta di legumi (fave, fagioli dell'occhio, e poi successivamente di fagioli bianchi) nei quali cuociono le carni disponibili nella dispensa dei contadini dell'epoca. Il piatto è lasciato in un angolo della cucina tutta la mattina, cuoce così per tutta la giornata ed è consumato durante la cena serale.
Il cassoulet, che nel XVII secolo si chiamava ancora estouffet, acquistò durante il XVIII secolo il nome attuale dal nome del contenitore nel quale si fa cuocere a fuoco lento, la cassole (pignatta in terracotta, in italiano).
La disputa sul paese d'origine del cassoulet data fin dal XIX secolo, quando la Revue méridionale pubblicò nel 1890 un articolo affermando che il solo e autentico cassoulet viene da Castelnaudary. Anatole France appoggiò questa versione quando scrisse "Non si deve confondere il cassoulet di Castelnaudary con quello di Carcassonne, che è un semplice cosciotto di montone con fagioli". La questione divenne nazionale verso il 1900 quando il critico gastronomico Edmond Richardin aprì una discussione su questo argomento sulle pagine della gazzetta parigina. Ognuno allora prese le parti di un paese (Castelnaudary, Carcassonne, Tolosa), dimenticando l'esistenza di alcune versioni locali come quelle di Villefranche-de-Lauragais, Narbonne, Montauban, Pau e Pamiers.
Nel 1911 il cassoulet fu celebrato dal poeta felibrista Auguste Fourès, che ritrascrisse un canto anonimo del 1850. Questo piatto arrivò alla tavola dell'Eliseo grazie ad Armand Fallières.
Ai nostri giorni sono disponibili, nella grande distribuzione, delle conserve di cassoulet in una versione che i puristi della cucina rinnegano. Per altro verso, nella regione d'origine si trovano rimarchevoli versioni gastronomiche. La sua ricetta è strettamente codificata, con qualche variante a seconda delle varie scuole.

## Composizione e ricetta
Il cassoulet è un piatto tradizionale la cui base è un ragù di fagioli bianchi lungamente cotto a fuoco lento per essere tenero in bocca, come se si sciogliesse. Al ragù vengono aggiunti, secondo le versioni, del confit d'oca o di anatra, del lardo, della cotenna, dello stinco di maiale, della salsiccia, dell'agnello o della pernice. Ci si può trovare anche del pomodoro, del sedano o della carota. Può essere o meno ricoperto da pangrattato.
È l'oggetto di una disputa annosa fra tre città: Castelnaudary, Carcassonne e Tolosa. La controversia verte sull'origine stessa del cassoulet, sulla sua composizione e sulle qualità organolettiche dei diversi cassoulet preparati nelle varie città. Il cassoulet di Castelnaudary è a base di fagioli bianchi del Lauragais, contiene confit d'oca, lo stinco o la spalla di maiale, salsiccia e cotenna di maiale, una carota, un porro e una gamba di sedano. La sua cottura finisce in un forno da panettiere nel quale bruciano sterpi della Montagne Noire. Il cassoulet di Carcassonne può contenere anche pernice rossa e un pezzo di montone. Il cassoulet di Tolosa contiene confit d'anatra e salsiccia di Tolosa, carote e cipolle. Talvolta lo si ricopre con del pangrattato prima di passarlo al forno. Il numero di volte in cui si deve, durante la cottura al forno, rompere la crosta che si forma sulla superficie del piatto - tra le sei e le otto volte a seconda delle ricette - è oggetto di grande dibattito tra gli esperti.
Per porre fine alla rivalità tra le città, Prosper Montagné (Carcassonne, 1865 - Sèvres, 1948), un gastronomo della Linguadoca divenuto cuoco a Tolosa, ha fatto ricorso a una metafora, presente nel suo libro intitolato Le Festin Occitan: "Il cassoulet, è il Dio della cucina occitana; Dio-Padre, è il cassoulet di Castelnaudary, Dio-Figlio è quello di Carcassonne e Dio-Spirito Santo quello di Tolosa."
Nonostante le numerose varianti di questo piatto, si possono individuare due costanti: i fagioli che servono da base e la pentola che permette la cottura.

## I fagioli
Da tradizione si utilizzano, per la preparazione del cassoulet, dei fagioli locali del sud-ovest della Francia. Alcuni cuochi tentano un ritorno alle origini preparandolo con le fave. Il fagiolo comune (Phaseolus vulgaris), probabilmente una variante locale del Phaseolus arborigineus, è originario del Perù ed è stato importato in Europa verso il 1528 da un canonico italiano. Caterina de' Medici, contessa del Lauragais, raggiunse la Francia portando nei suoi bagagli alcuni semi di questo prodotto e ne incoraggiò la coltivazione nel sud della Francia. Il fagiolo diventò durante il XVII secolo e fino al XIX secolo una base importante della produzione e del consumo locale. Dopo la seconda guerra mondiale, questa coltura locale è stata abbandonata a favore di coltivazioni più redditizie. Il cassoulet è quindi preparato con fagioli importati, ma la qualità del prodotto ne soffrì: i fagioli importati erano di differenti origini, risultava difficile ottenere una qualità costante e un livello di cottura omogeneo. Verso la metà degli anni 1990 venne istituito un consorzio di produttori di fagioli da cassoulet il cui scopo principale è quello di promuovere la produzione del fagiolo del Lauragais. In dieci anni la produzione è stata così aumentata di quasi venti volte (da 35 a 600 tonnellate). I fagioli coltivati nella regione di Mazères o di Pamiers sono spesso raccomandati per la preparazione del cassoulet. Il consumo di fagioli, importante ancora nel XIX secolo, ha subito un notevole calo fino ad arrivare a circa 150-200 grammi al mese pro capite. Con la riabilitazione del fagiolo regionale, il consorzio dei produttori di fagioli da cassoulet e la CAPA sperano di ridare prestigio a un piatto ricco di fibre, di proteine e di carboidrati a metabolizzazione lenta.

## Promozione
A Castelnaudary è nata, a partire dal 1970, una confraternita del cassoulet il cui obbiettivo è quello di promuovere il cassoulet di Castelnaudary. Ogni anno si organizza una festa del cassoulet durante la quale sono offerte alcune degustazioni. Un concorso raccoglie anche i migliori specialisti del cassoulet di Castelnaudary. In questa città il cassoulet è una vera sfida economica: l'80% della produzione francese (75000 tonnellate) viene prodotto da sei aziende di Castelnaudary. Carcassonne ha dato i natali a un'"Accademia Universale del Cassoulet". Il progetto, iniziato da un restauratore di Carcassonne André Pachon, e portato a termine da Jean-Claude Rodriguez, tende a promuovere il cassoulet in tutta la sua generalità. È stata proposta l'istituzione di una strada del cassoulet, che permetta un viaggio tra le migliori tavole della regione e proponga più varianti di questo piatto. L'Accademia Universale del Cassoulet incorona anche i migliori chef in tutto il mondo (Belgio, Canada, Giappone).

## Alimenti simili
Esistono nel mondo numerosi piatti o ragù a base di fagioli o di fave. Un piatto di origine medievale è il fèvoulet che è un cassoulet a base di fave. Il cassoulet brasiliano si chiama feijoada, è composta da fagioli neri e si possono trovare al suo interno frattaglie, spalla di maiale salato, carne bovina seccata e del peperoncino. La fabada asturiana o cassoulet delle Asturie è consumata nel nord-ovest della Spagna. È preparata con un tipo speciale di fagiolo coltivato nella regione, chiamato la faba o fagiolo delle Asturie. Nelle Antille si cucina un cassoulet con una varietà di fagioli secchi locali. In Catalogna, il piatto chiamato faves ofegades è un cassoulet che si prepara utilizzando le fave e che ha la stessa origine del cassoulet occitano. Nel Québec, le fave al lardo sono un piatto tipico tradizionale composto da fagioli cotti a fuoco lento e a lungo con del lardo. Le tre principali varianti sono: salsa di pomodoro, melassa e sciroppo d'acero.
Anche in Italia, nel milanese, vi è una preparazione simile: la cassœula (termine equivalente all'italiano "casseruola"), dove al posto dei fagioli bianchi è previsto il cavolo verza, cotto con carne di maiale (costine, frattaglie come musetto, orecchie o piedini, salsiccette dette "verzini") e cotenna. La cottura è analoga a quella del cassoulet.